# Eva (film, 1983)
Eva je slovenski dramski film iz leta 1983 v režiji Francija Slaka po scenariju Ane Rajh. 
Eva je mati samohranilka z odraščajočima otrokoma, ki ji nov delovni projekt v arhitektnem biroju prinese nov zagon v življenju.

## Igralci
- Demeter Bitenc
- Janez Bončina - Benč
- Miranda Caharija kot Eva
- Marko Derganc
- Emil Filipčič
- Tomislav Gotovac
- Majda Grbac
- Erland Josephson
- Katarina Klemenc
- Zoran Klemenc